# مارکو فیلیپینی
مارکو فیلیپینی (انگلیسی: Marco Filippini؛ زادهٔ ۱۹ سپتامبر ۱۹۸۸) بازیکن فوتبال اهل ایتالیا است.
از باشگاه‌هایی که در آن بازی کرده‌است می‌توان به باشگاه فوتبال اینتر میلان اشاره کرد.